# Walter Rivera Guerra
Walter Jesús Rivera Guerra (Lima, 23 de abril de 1969) es un profesor y político peruano. Fue congresista de la república durante el periodo 2020-2021.

## Biografía
Walter Jesús Rivera Guerra  nació en (Ate, Lima, 23 de abril de 1969). Estudio en la  
Universidad Nacional de Educación Enrique  Guzmán y Valle, Ciencias Sociales y Humanidades.

## Vida política
Es militante del partido Acción Popular.

### Regidor de Ate
En las elecciones municipales de 2018, Rivera fue elegido regidor del distrito de Ate, por Acción Popular, para el periodo municipal 2019-2022.
Sin embargo primero pidió licencia para poder postular a las elecciones parlamentarias del 2020,  y después de ser electo renunció al cargo de regidor.

### Congresista
En las elecciones parlamentarias del 2020, fue elegido congresista de la república por Acción Popular, con 36 166 votos, para el periodo parlamentario 2020-2021.
Durante el segundo proceso de vacancia contra Martín Vizcarra, Rivera se mostró a favor de la remoción del mandatario. Durante el debate parlamentario, Rivera puntualizó que votaría por la vacancia a título personal debido a las persistencia de Vizcarra en faltar a la verdad. Consideró que el Parlamento tenía la responsabilidad histórica de demostrar su lucha contra la corrupción. Finalizado el debate, el congresista votó a favor de la moción.